# Contea di Roane (Tennessee)
La contea di Roane in inglese Roane County è una contea dello Stato del Tennessee, negli Stati Uniti. La popolazione al censimento del 2000 era di 51 910 abitanti. Il capoluogo di contea è Kingston.